# Gouvernement Díaz II
 Andalousie
Díaz I Moreno I
Le gouvernement Díaz II est le gouvernement de l'Andalousie entre le 18 juin 2015 et le 22 janvier 2019, durant la Xe législature du Parlement d'Andalousie. Il est présidé par Susana Díaz.

## Composition

### Initiale
| Fonction                                                               | Nom | Nom                                  | Parti  |
| ---------------------------------------------------------------------- | --- | ------------------------------------ | ------ |
| Présidente                                                             |     | Susana Díaz Pacheco                  | PSOE-A |
| Vice-président Conseiller à la Présidence et à l'Administration locale |     | Manuel Jiménez Barrios               | PSOE-A |
| Conseiller à l'Économie et à la Recherche                              |     | Antonio Ramírez de Arellano López    | PSOE-A |
| Conseillère aux Finances et à l'Administration publique                |     | María Jesús Montero Cuadrado         | PSOE-A |
| Conseillère à l'Éducation                                              |     | Adelaida de la Calle Martín          | PSOE-A |
| Conseiller à la Santé                                                  |     | Aquilino Alonso Miranda              | PSOE-A |
| Conseillère à l'Égalité et aux Politiques sociales                     |     | María José Sánchez Rubio             | PSOE-A |
| Conseiller à l'Emploi, aux Entreprises et au Commerce                  |     | José Sánchez Maldonado               | PSOE-A |
| Conseiller à l'Équipement et au Logement                               |     | Felipe López García                  | PSOE-A |
| Conseiller au Tourisme et aux Sports                                   |     | Francisco Javier Fernández Hernández | PSOE-A |
| Conseillère à la Culture                                               |     | Rosa Aguilar Rivero                  | PSOE-A |
| Conseiller à la Justice et à l'Intérieur                               |     | Emilio de Llera Suárez-Bárcena       | PSOE-A |
| Conseillère à l'Agriculture, à la Pêche et au Développement rural      |     | María del Carmen Ortiz Rivas         | PSOE-A |
| Conseiller à l'Environnement et à l'Aménagement du territoire          |     | José Gregorio Fiscal López           | PSOE-A |

### Remaniement du9 juin 2017
- Les nouveaux conseillers sont indiqués en gras, ceux ayant changé d'attribution en italique.

| Fonction                                                                                          | Nom | Nom                                  | Parti  |
| ------------------------------------------------------------------------------------------------- | --- | ------------------------------------ | ------ |
| Présidente                                                                                        |     | Susana Díaz Pacheco                  | PSOE-A |
| Vice-président Conseiller à la Présidence, à l'Administration locale et à la Mémoire démocratique |     | Manuel Jiménez Barrios               | PSOE-A |
| Conseiller à l'Économie et à la Recherche                                                         |     | Antonio Ramírez de Arellano López    | PSOE-A |
| Conseillère aux Finances et à l'Administration publique                                           |     | María Jesús Montero Cuadrado         | PSOE-A |
| Conseillère à l'Éducation                                                                         |     | Sonia Gaya Sánchez                   | PSOE-A |
| Conseillère à la Santé                                                                            |     | Marina Álvarez Benito                | Sans   |
| Conseillère à l'Égalité et aux Politiques sociales                                                |     | María José Sánchez Rubio             | PSOE-A |
| Conseillère à la Justice et à l'Intérieur                                                         |     | Rosa Aguilar Rivero                  | PSOE-A |
| Conseiller à l'Emploi, aux Entreprises et au Commerce                                             |     | Javier Carnero Sierra                | PSOE-A |
| Conseiller à l'Équipement et au Logement                                                          |     | Felipe López García                  | PSOE-A |
| Conseiller au Tourisme et aux Sports                                                              |     | Francisco Javier Fernández Hernández | PSOE-A |
| Conseiller à la Culture                                                                           |     | Miguel Ángel Vázquez Bermúdez        | PSOE-A |
| Conseillère à l'Agriculture, à la Pêche et au Développement rural                                 |     | Rodrigo Sánchez Haro                 | PSOE-A |
| Conseiller à l'Environnement et à l'Aménagement du territoire                                     |     | José Gregorio Fiscal López           | PSOE-A |

### Remaniement du6 juin 2018

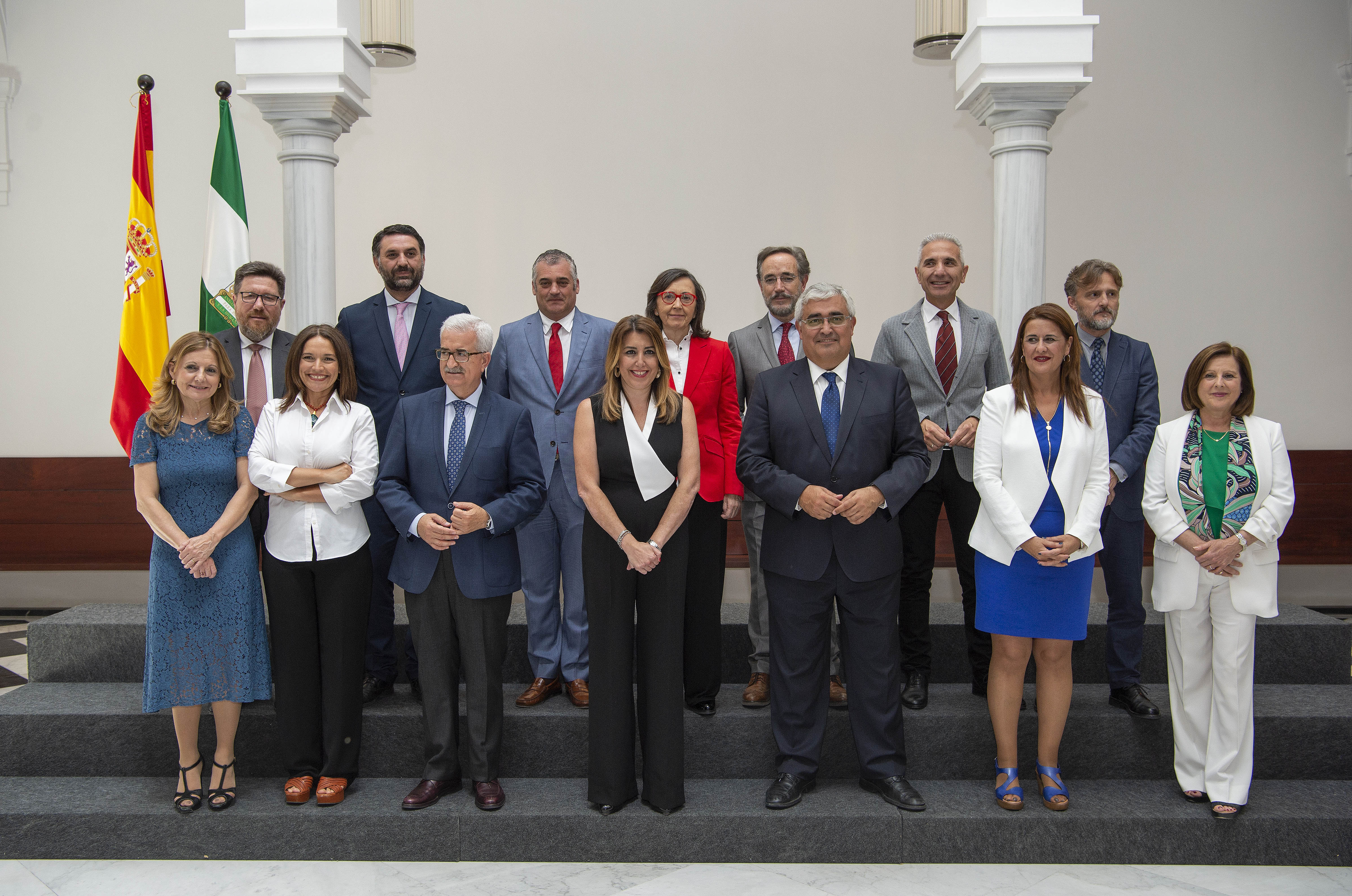
Photo de famille du gouvernement (2018).

- Les nouveaux conseillers sont indiqués en gras, ceux ayant changé d'attribution en italique.

| Fonction                                                                                          | Nom | Nom                                  | Parti  |
| ------------------------------------------------------------------------------------------------- | --- | ------------------------------------ | ------ |
| Présidente                                                                                        |     | Susana Díaz Pacheco                  | PSOE-A |
| Vice-président Conseiller à la Présidence, à l'Administration locale et à la Mémoire démocratique |     | Manuel Jiménez Barrios               | PSOE-A |
| Conseiller à l'Économie, aux Finances et à l'Administration publique                              |     | Antonio Ramírez de Arellano López    | PSOE-A |
| Conseillère à la Connaissance, à la Recherche et à l'Enseignement supérieur                       |     | Lina Gálvez Muñoz                    | PSOE-A |
| Conseillère à l'Éducation                                                                         |     | Sonia Gaya Sánchez                   | PSOE-A |
| Conseillère à la Santé                                                                            |     | Marina Álvarez Benito                | Sans   |
| Conseillère à l'Égalité et aux Politiques sociales                                                |     | María José Sánchez Rubio             | PSOE-A |
| Conseillère à la Justice et à l'Intérieur                                                         |     | Rosa Aguilar Rivero                  | PSOE-A |
| Conseiller à l'Emploi, aux Entreprises et au Commerce                                             |     | Javier Carnero Sierra                | PSOE-A |
| Conseiller à l'Équipement et au Logement                                                          |     | Felipe López García                  | PSOE-A |
| Conseiller au Tourisme et aux Sports                                                              |     | Francisco Javier Fernández Hernández | PSOE-A |
| Conseiller à la Culture                                                                           |     | Miguel Ángel Vázquez Bermúdez        | PSOE-A |
| Conseillère à l'Agriculture, à la Pêche et au Développement rural                                 |     | Rodrigo Sánchez Haro                 | PSOE-A |
| Conseiller à l'Environnement et à l'Aménagement du territoire                                     |     | José Gregorio Fiscal López           | PSOE-A |